# Forever (Puff-Daddy-Album)
Forever (englisch für „Für immer“) ist das zweite Studioalbum des US-amerikanischen Rappers Puff Daddy. Es erschien am 23. August 1999 über die Labels Bad Boy Records und Arista Records.

## Produktion
Sean Combs selbst, der einen Großteil der Lieder produzierte, sowie der 1997 erschossene Rapper The Notorious B.I.G. fungierten bei dem Album als Executive Producer. Weitere Beats stammen von Mario Winans, Carlos Broady, Nashiem Myrick, D-Dot, Ron Lawrence, Zach White, Daven Vanderpool, J Dub, Harve Pierre und Dent. Fast jeder Titel des Albums verwendet Samples diverser Lieder aus verschiedenen Musikgenres.

## Covergestaltung
Das Albumcover ist in Schwarz-weiß gehalten und zeigt Puff Daddy, der komplett in Weiß gekleidet ist und auf einem weißen Sitzsack sitzt. Schriftzüge sind nicht zu sehen.

## Gastbeiträge
Auf allen Liedern des Albums sind neben Puff Daddy andere Künstler zu hören. So hat die Rapperin Lil’ Kim gleich vier Gastbeiträge und auch die Rapper Redman und G-Dep sind doppelt vertreten. Weitere Gastauftritte stammen von den Sängern R. Kelly, Mario Winans, Carl Thomas, Harve Pierre und Mark Curry sowie den Rappern The Notorious B.I.G., Jay-Z, Shyne, Cee-Lo, Busta Rhymes, Sauce Money, Twista, Bizzy Bone, Beanie Sigel, Nas, Hurricane G und Madd Rapper. Zudem sind die Sängerin Kelly Price und die Band 112 auf je einem Song zu hören.

## Titelliste
| #  | Titel                           | Gastmusiker                                             | Produzent                                 | Länge |
| -- | ------------------------------- | ------------------------------------------------------- | ----------------------------------------- | ----- |
| 1  | Forever (Intro)                 |                                                         | Mario Winans, Sean Combs                  | 1:52  |
| 2  | What You Want                   | Lil’ Kim                                                | Zach White                                | 4:30  |
| 3  | I’ll Do This for You            | Kelly Price                                             | Ron Lawrence, Mario Winans, Sean Combs    | 5:00  |
| 4  | Do You Like It… Do You Want It… | Jay-Z                                                   | Daven Vanderpool, Sean Combs              | 3:54  |
| 5  | Satisfy You                     | R. Kelly                                                | J Dub, Sean Combs                         | 4:48  |
| 6  | Is This the End (Part 2)        | Twista                                                  | Dent, Sean Combs                          | 4:40  |
| 7  | I Hear Voices                   | Carl Thomas                                             | Carlos Broady, Nashiem Myrick, Sean Combs | 5:14  |
| 8  | Fake Thugs Dedication           | Redman                                                  | Sean Combs                                | 3:14  |
| 9  | Diddy Speaks! (Interlude)       |                                                         | Sean Combs                                | 1:11  |
| 10 | Angels with Dirty Faces         | Bizzy Bone                                              | Ron Lawrence, Sean Combs                  | 4:09  |
| 11 | Gangsta Shit                    | Lil’ Kim, Mark Curry                                    | Mario Winans, Sean Combs                  | 4:43  |
| 12 | P.S. 112 (Interlude)            | 112                                                     | Harve Pierre                              | 0:59  |
| 13 | Pain                            | G-Dep                                                   | Carlos Broady, Nashiem Myrick, Sean Combs | 3:56  |
| 14 | Reverse                         | Shyne, G-Dep, Cee-Lo, Busta Rhymes, Redman, Sauce Money | Carlos Broady, Nashiem Myrick             | 5:07  |
| 15 | Real Niggas                     | The Notorious B.I.G., Lil’ Kim                          | D-Dot                                     | 4:01  |
| 16 | Journey Through the Life        | Beanie Sigel, Nas, Lil’ Kim, Harve Pierre               | Carlos Broady, Nashiem Myrick, Sean Combs | 4:53  |
| 17 | Best Friend                     | Mario Winans                                            | Mario Winans, Sean Combs                  | 5:34  |
| 18 | Mad Rapper (Interlude)          | Madd Rapper                                             | D-Dot                                     | 1:14  |
| 19 | P.E. 2000                       | Hurricane G                                             | Sean Combs                                | 4:50  |

## Chartplatzierungen und Singles
Forever stieg am 30. August 1999 auf Platz 56 in die deutschen Charts ein und erreichte eine Woche später mit Rang 4 die Höchstposition. Insgesamt hielt sich das Album 30 Wochen in den deutschen Top 100, davon vier Wochen in den Top 10. In den USA belegte das Album Platz 2 und konnte sich 27 Wochen in den Top 200 halten.
Drei Lieder des Albums wurden als Singles veröffentlicht. Besonders die zweite Auskopplung Satisfy You, die auf einem Sample des Songs I Got 5 on It von The Luniz basiert, war erfolgreich und erreichte Platz 2 in Deutschland und den Vereinigten Staaten. Weitere Singles waren P.E. 2000 und Best Friend. Die Single Satisfy You erhielt in Deutschland für mehr als 250.000 und in den USA für über 500.000 verkaufte Einheiten jeweils eine Goldene Schallplatte.

## Verkaufszahlen und Auszeichnungen
Forever erhielt in den Vereinigten Staaten für mehr als eine Million verkaufte Exemplare noch im Erscheinungsjahr eine Platin-Schallplatte. Im Vereinigten Königreich wurde das Album für über 100.000 Verkäufe mit Gold ausgezeichnet.

| Land/Region                  | Auszeichnungen für Musikverkäufe (Land/Region, Auszeichnung, Verkäufe) | Verkäufe  |
| ---------------------------- | ---------------------------------------------------------------------- | --------- |
| Vereinigte Staaten (RIAA)    | Platin                                                                 | 1.000.000 |
| Vereinigtes Königreich (BPI) | Gold                                                                   | 100.000   |
| Insgesamt                    | 1× Gold · 1× Platin ·                                                  | 1.100.000 |

Hauptartikel: Sean Combs/Auszeichnungen für Musikverkäufe

## Rezeption
| Professionelle Bewertungen | Professionelle Bewertungen |
| -------------------------- | -------------------------- |
| Kritiken                   |                            |
| Quelle                     | Bewertung                  |
| laut.de                    | [ 6 ]                      |
| allmusic                   | [ 7 ]                      |

Daniela Meixner von der Internetseite laut.de bewertete das Album mit zwei von möglichen fünf Punkten. Sie schreibt, dass der Rapper „sein Können als Meister aller Coverversionen wieder einmal unter Beweis“ stelle. Allerdings würden die „Produktionen immer mehr an Innovation verlieren“ und „noch genau so, wie schon zu den Zeiten von Notorious B.I.G“ klingen, was „zum heutigen Zeitpunkt verdammt langweilig“ werde.